# Colophina clematicola
Colophina clematicola är en insektsart som först beskrevs av Shinji 1922.  Colophina clematicola ingår i släktet Colophina och familjen långrörsbladlöss. Inga underarter finns listade i Catalogue of Life.